# Paratripyloides cruminus
Paratripyloides cruminus är en rundmaskart som beskrevs av Christian Wieser 1956. Paratripyloides cruminus ingår i släktet Paratripyloides och familjen Tripyloididae. Inga underarter finns listade i Catalogue of Life.